# チャールズ・ベネット (初代タンカーヴィル伯爵)
初代タンカーヴィル伯爵チャールズ・ベネット（英語: Charles Bennet, 1st Earl of Tankerville KT PC、1674年頃 – 1722年5月21日）は、イギリスの貴族、政治家。ホイッグ党所属。

## 生涯
初代オソルストン男爵ジョン・ベネットと2人目の妻ブリジット・ハウ（Bridget Howe、1703年7月14日没、ジョン・グロバム・ハウの娘）の息子として、1674年頃に生まれた。1690年、ミドルセックスにおける民兵隊の隊長に任命され、1695年頃まで務めた。
1695年2月11日に父が死去すると、オソルストン男爵の爵位を継承した。父も母の親族もホイッグ党に所属していたこともあり、第2代オソルストン男爵も両親のホイッグ党志向を受け継ぎ、また父からミドルセックスとセント・ジェームズ・スクエアの邸宅を継承した。同年12月12日に貴族院に初登院し、以降3週間ほど全ての会議に出席したが、以降義父の初代タンカーヴィル伯爵フォード・グレイが死去する（1701年6月）まで出席率が低空飛行を続け、重要な議題では1696年12月に第3代準男爵サー・ジョン・フェンウィックの私権剥奪に賛成、1701年6月に初代サマーズ男爵ジョン・サマーズと初代オーフォード伯爵エドワード・ラッセルの弾劾裁判で無罪票を投じただけだった。そして、義父が死去すると、その娘メアリー（第2代オソルストン男爵の妻）が遺産の一部を継承した。
1702年から1705年までの貴族院会議への出席率は約半分であり、この時期の活動としては1702年12月にジョージ王配が（外国生まれにもかかわらず）アン女王の死後にも枢密顧問官と貴族院議員を引き続き務められるようにする議案に反対、1703年12月に便宜的国教徒禁止法案に反対した。うち後者ではジャントーが法案に反対する見方を増やそうとしたため、オソルストン男爵がジャントーに接近するきっかけにもなり、ジャントーは1704年にはオソルストン男爵を政策実施の一助となる議員としてみるようになった。
オソルストン男爵は1706年夏をバースで過ごし、そこで初代アナンデイル侯爵ウィリアム・ジョンストンと知り合い、以降2人は生涯の友人となった。アナンデイル侯爵との出会いをきっかけに、多くのスコットランド貴族とも知り合うことになり、アン女王の治世においてスコットランド貴族との交友関係を維持し続けた数少ないイングランド貴族の1人となった。また、アナンデイル侯爵との交友関係により第2代クイーンズベリー公爵ジェイムズ・ダグラスとは敵対した。
義父の死によりノーサンバーランドのチリンガム城を継承したため、オソルストン男爵はノーサンバーランドにおける影響力を得て、1708年イギリス総選挙でモーペス選挙区のジョン・ベネット候補を支持した。
1711年12月、「スペインなくして講和なし」の動議に賛成し、第4代ハミルトン公爵ジェイムズ・ハミルトンのブランドン公爵として貴族院議員に就任する権利にも支持した。そして、ハミルトン公爵の権利が否定されると、オソルストン男爵は1712年1月にほかのスコットランド貴族とともに貴族院会議をボイコットした。
1714年8月にジョージ1世が即位した後、オソルストン男爵は1714年9月にセント・ジェームズ・スクエアにあるタウンハウスの一部をハノーファーからの外交官ハンス・カスパール・フォン・ボートマー伯爵に貸し、そのおかげか1714年10月19日にグレートブリテン貴族であるタンカーヴィル伯爵に叙された。
1715年から1722年まで南トレント巡回裁判官を務め、1716年7月6日に枢密顧問官に任命された。1721年2月27日、シッスル勲章を授与された。シッスル勲章を授与されたイングランド貴族としては2人目であり、スコットランド貴族と政界との長年の関わりが授与の理由だったという。
1722年1月31日を最後に貴族院に登院しなくなり、同年5月21日に死去、26日にハーリントンで埋葬された。息子チャールズが爵位を継承した。

## 家族
1695年7月3日、メアリー・グレイ（Mary Grey、1710年5月31日没、初代タンカーヴィル伯爵フォード・グレイの娘）と結婚、1男3女をもうけた。
- ブリジット（Bridget、1696年9月3日洗礼 – 1738年10月12日） - 1716年5月20日、初代ポーツマス伯爵ジョン・ウォロップと結婚、子供あり
- チャールズ（1697年 – 1753年） - 第2代タンカーヴィル伯爵
- アナベラ（1769年11月18日没） - 1721年2月10日、ウィリアム・ポーレット（英語版）（1693年頃 – 1757年）と結婚、1男1女をもうけた[5]
- メアリー（1729年没） - 1720年8月5日、ウィリアム・ウィルマー（英語版）（1692年? – 1744年）と結婚、3男1女をもうけた[6]